# Саница (Кључ)
Саница је насељено мјесто у Босни и Херцеговини, у општини Кључ, које административно припада Федерацији Босне и Херцеговине. Према попису становништва из 2013. у насељу је живјело 1.337 становника.

## Становништво
| Националност       | 2013.          | 1991.          | 1981.          | 1971.          |
| Муслимани          | 1.298 (97,08%) | 1.526 (68,09%) | 1.439 (63,87%) | 1.495 (70,71%) |
| Срби               | 18 (1,35%)     | 641 (28,60%)   | 542 (24,05%)   | 587 (27,76%)   |
| Хрвати             | 5 (0,37%)      | 4 (0,17%)      | 4 (0,17%)      | 16 (0,75%)     |
| Југословени        |                | 50 (2,23%)     | 261 (11,58%)   | 2 (0,09%)      |
| остали и непознато | 16 (1,20%)     | 20 (0,89%)     | 7 (0,31%)      | 14 (0,66%)     |
| Укупно             | 1.337          | 2.241          | 2.253          | 2.114          |